# Ainur (banda)
Ainur es un grupo musical italiano cuyos trabajos están inspirados por El Silmarillion, la obra póstuma y trabajo de toda una vida del escritor británico J. R. R. Tolkien. Su música es una mezcla de rock progresivo y rock sinfónico con algo de metal progresivo moderno, música folk y elementos clásicos.
La banda fue fundada por Luca Catalano, Marco Catalano, y Gianluca Castelli, aunque en la actualidad cuenta con un gran número de miembros, hasta diecinueve titulares.
La idea que les motiva es trasponer a música todo el conjunto de mitos y leyendas creados por Tolkien en El Silmarillion. Por lo extenso del trabajo planteado han decidido hacerlo mediante una serie de álbumes conceptuales, centrado cada uno de ellos en un cuento o leyenda diferente, o recorriendo las edades de forma transversal. Pretenden que la conclusión del proyecto sea la recreación de la «Ainulindalë», la música originaria con la que Ilúvatar materializó su creación, según la primera de las leyendas de El Silmarillion.

## Discografía

### Álbumes
- From Ancient Times (2007)
- Children of Húrin (2007)
- Children of Húrin edición deluxe con libreto y DVD (2007)
- Lay of Leithian (2009)
- The Lost Tales (2013)
- War of the jewels (2021)

### Singles/EP
- There and Back Again (2014)
- Fall of Gondolin (2018)
- Shadow from the East (2020)
- Forging of the Rings (2023)

## Miembros de la banda
- Luca Catalano (2005—): compositor, guitarras (clásica, eléctrica y acústica), voz (solista y coros);
- Marco Catalano (2005—): compositor, batería, tambor y resto de percusión;
- Alessandro Armuschio (2005—): compositor, teclado, órgano Hammond, sintetizador Moog y voz (solista y coros);
- Giuseppe Ferrante (2005—): bajo;
- Luca Marangoni (2005—): violín;
- Carlo Perillo (2005—): viola;
- Daniela Lorusso (2005—): violonchelo;
- Chiara Marangoni (2005—): trompas (francesa y otras);
- Cristiano Blasi (2007—): flautas (de concierto y étnicas);
- Massimiliano Clara (2005—): voz solista;
- Roberta Malerba (2013—): voz solista;
- Elena Richetta (2005—): voz solista;
- Wilma Collo (2005—): adaptación de las letras.

### Antiguos miembros
- Gianluca Castelli (2005—2013): compositor, piano, sintetizador Moog, órgano Hammond y mellotron;
- Cecilia Lasagno (2005—2020): arpa;
- Eleonora Croce (2006—2007, 2009—2013): voz solista;
- Federica Guido (2005—2013): voz solista;
- Barbara Bargnesi (2009—2013): voz solista (soprano);
- Leonardo Enrici Baion (2007—2013): clarinete;
- Simone Del Savio (2005—2020): compositor y voz solista (barítono-bajo);
- Chiara Garbolino (2005—2006): flauta;
- Alberto Paolillo (2006—2007): clarinete;
- Urania Pinto (2005—2006): voz solista.